# Vulturești, Olt
Vulturești là một xã thuộc hạt Olt, România. Dân số thời điểm năm 2002 là 2846 người.